# 栗领铁爪鹀
栗领铁爪鹀（学名：Calcarius ornatus），是雀形目铁爪鹀科的一种鸟类。
栗领铁爪鹀体重约20.3克，翼长约78.6毫米，嘴峰长约11.6毫米，喙宽度约4.4毫米，喙厚度约5.2毫米，跗蹠长约20毫米，尾长约56.5毫米。栗领铁爪鹀是候鸟，其栖息在开放的草原环境中，食性为杂食性，主要食物来源是植物的干果或种子。
栗领铁爪鹀分布于北美洲中部的草原；在美国西南部至墨西哥北部越冬。该物种是单型物种，没有亚种分化。